# Pseudozonitis schaefferi
Pseudozonitis schaefferi là một loài bọ cánh cứng trong họ Meloidae. Loài này được Blatchley miêu tả khoa học năm 1922.